# Oana-Gianina Bulai
Oana-Gianina Bulai (n. 23 august 1980, Roman, Neamț, România) este un deputat român, ales în 2020 din partea PSD. 